# Olympische Sommerspiele 2008/Boxen
Bei den XXIX. Olympischen Sommerspielen 2008 in Peking fanden elf Wettbewerbe im Boxen statt. Austragungsort war die Workers’ Indoor Arena.

## Bilanz

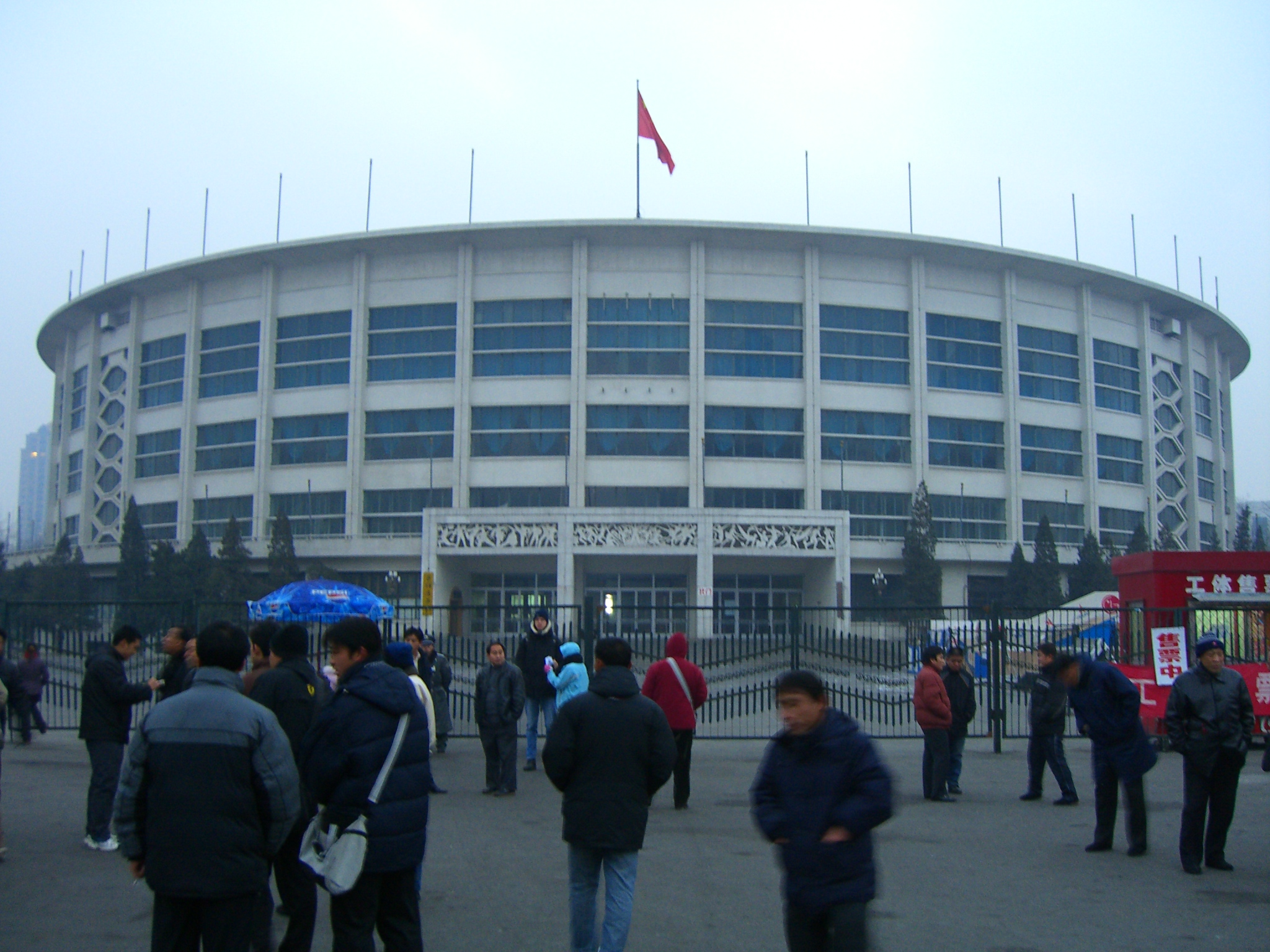
Workers’ Indoor Arena

### Medaillenspiegel
| Platz | Land                    | Gold | Silber | Bronze | Gesamt |
| ----- | ----------------------- | ---- | ------ | ------ | ------ |
| 1     | China                   | 2    | 1      | 1      | 4      |
| 2     | Russland                | 2    | –      | 1      | 3      |
| 3     | Italien                 | 1    | 1      | 1      | 3      |
| 4     | Mongolei                | 1    | 1      | –      | 2      |
| 4     | Thailand                | 1    | 1      | –      | 2      |
| 6     | Großbritannien          | 1    | –      | 2      | 3      |
| 7     | Kasachstan              | 1    | –      | 1      | 2      |
| 7     | Ukraine                 | 1    | –      | 1      | 2      |
| 9     | Dominikanische Republik | 1    | –      | –      | 1      |
| 10    | Kuba                    | –    | 4      | 4      | 8      |
| 11    | Frankreich              | –    | 2      | 1      | 3      |
| 12    | Irland                  | –    | 1      | 2      | 3      |
| 13    | Armenien                | –    | –      | 1      | 1      |
| 13    | Aserbaidschan           | –    | –      | 1      | 1      |
| 13    | Indien                  | –    | –      | 1      | 1      |
| 13    | Mauritius               | –    | –      | 1      | 1      |
| 13    | Moldau                  | –    | –      | 1      | 1      |
| 13    | Südkorea                | –    | –      | 1      | 1      |
| 13    | Türkei                  | –    | –      | 1      | 1      |
| 13    | Vereinigte Staaten      | –    | –      | 1      | 1      |

### Medaillengewinner
| Konkurrenz         | Gold                  | Silber                   | Bronze                               |
| ------------------ | --------------------- | ------------------------ | ------------------------------------ |
| Halbfliegengewicht | Zhou Shiming          | Pürewdordschiin Serdamba | Paddy Barnes Yampier Hernández       |
| Fliegengewicht     | Somjit Jongjohor      | Andry Laffita            | Georgi Balakschin Vincenzo Picardi   |
| Bantamgewicht      | Enchbatyn Badar-Uugan | Yankiel León             | Veaceslav Gojan Bruno Julie          |
| Federgewicht       | Wassyl Lomatschenko   | Khedafi Djelkhir         | Şahin İmranov Yakup Kılıç            |
| Leichtgewicht      | Alexei Tischtschenko  | Daouda Sow               | Hratschik Jawachjan Yordenis Ugás    |
| Halbweltergewicht  | Félix Díaz            | Manus Boonjumnong        | Roniel Iglesias Alexis Vastine       |
| Weltergewicht      | Baqyt Särsekbajew     | Carlos Banteur           | Kim Jung-joo Qanat Ïsläm             |
| Mittelgewicht      | James DeGale          | Emilio Correa            | Vijender Kumar Darren Sutherland     |
| Halbschwergewicht  | Zhang Xiaoping        | Kenneth Egan             | Tony Jeffries Jerkebulan Schynalijew |
| Schwergewicht      | Rachim Tschachkijew   | Clemente Russo           | Osmay Acosta Deontay Wilder          |
| Superschwergewicht | Roberto Cammarelle    | Zhang Zhilei             | Wjatscheslaw Hlaskow David Price     |

## Ergebnisse

### Halbfliegengewicht (bis 48 kg)
| Platz | Land | Sportler                 |
| ----- | ---- | ------------------------ |
| 1     | CHN  | Zhou Shiming             |
| 2     | MGL  | Pürewdordschiin Serdamba |
| 3     | IRL  | Paddy Barnes             |
| 3     | CUB  | Yampier Hernández        |
| 5     | BRA  | Paulo Carvalho           |
| 5     | POL  | Łukasz Maszczyk          |
| 5     | THA  | Amnat Ruenroeng          |
| 5     | KAZ  | Birschan Schaqypow       |

Datum: 13. bis 24. August 2008

29 Teilnehmer aus 29 Ländern

### Fliegengewicht (bis 51 kg)
| Platz | Land | Sportler          |
| ----- | ---- | ----------------- |
| 1     | THA  | Somjit Jongjohor  |
| 2     | CUB  | Andry Laffita     |
| 3     | RUS  | Georgi Balakschin |
| 3     | ITA  | Vincenzo Picardi  |
| 5     | PUR  | McWilliams Arroyo |
| 5     | TUN  | Walid Cherif      |
| 5     | TJK  | Anwar Junussow    |
| 5     | IND  | Jitender Kumar    |

Datum: 12. bis 23. August 2008

27 Teilnehmer aus 27 Ländern

### Bantamgewicht (bis 54 kg)
| Platz | Land | Sportler              |
| ----- | ---- | --------------------- |
| 1     | MGL  | Enchbatyn Badar-Uugan |
| 2     | CUB  | Yankiel León          |
| 3     | MDA  | Veaceslav Gojan       |
| 3     | MRI  | Bruno Julie           |
| 5     | BOT  | Khumiso Ikgopoleng    |
| 5     | IND  | Akhil Kumar           |
| 5     | THA  | Worapoj Petchkoom     |
| 5     | VEN  | Héctor Manzanilla     |
|       |      |                       |
| 17    | GER  | Rustam Rahimov        |

Datum: 12. bis 24. August 2008

27 Teilnehmer aus 27 Ländern

### Federgewicht (bis 57 kg)
| Platz | Land | Sportler            |
| ----- | ---- | ------------------- |
| 1     | UKR  | Wassyl Lomatschenko |
| 2     | FRA  | Khedafi Djelkhir    |
| 3     | AZE  | Şahin İmranov       |
| 3     | TUR  | Yakup Kılıç         |
| 5     | ALG  | Abdelkader Chadi    |
| 5     | CHN  | Li Yang             |
| 5     | MEX  | Arturo Santos Reyes |
| 5     | CUB  | Idel Torriente      |
|       |      |                     |
| 17    | GER  | Wilhelm Gratschow   |

Datum: 11. bis 23. August 2008

28 Teilnehmer aus 28 Ländern

### Leichtgewicht (bis 60 kg)
| Platz | Land | Sportler             |
| ----- | ---- | -------------------- |
| 1     | RUS  | Alexei Tischtschenko |
| 2     | FRA  | Daouda Sow           |
| 3     | ARM  | Hratschik Jawachjan  |
| 3     | CUB  | Yordenis Ugás        |
| 5     | KOR  | Baik Jong-sub        |
| 5     | CHN  | Hu Qing              |
| 5     | COL  | Darleys Pérez        |
| 5     | ROM  | Georgian Popescu     |

Datum: 11. bis 24. August 2008

27 Teilnehmer aus 27 Ländern

### Halbweltergewicht (bis 64 kg)
| Platz | Land | Sportler                     |
| ----- | ---- | ---------------------------- |
| 1     | DOM  | Félix Díaz                   |
| 2     | THA  | Manus Boonjumnong            |
| 3     | CUB  | Roniel Iglesias              |
| 3     | FRA  | Alexis Vastine               |
| 5     | MGL  | Urantschimegiin Mönch-Erdene |
| 5     | RUS  | Gennadi Kowaljow             |
| 5     | KAZ  | Serik Säpijew                |
| 5     | IRI  | Morteza Sepahvand            |

Datum: 10. bis 23. August 2008

28 Teilnehmer aus 28 Ländern

### Weltergewicht (bis 69 kg)
| Platz | Land | Sportler          |
| ----- | ---- | ----------------- |
| 1     | KAZ  | Baqyt Särsekbajew |
| 2     | CUB  | Carlos Banteur    |
| 3     | KOR  | Kim Jung-joo      |
| 3     | CHN  | Qanat Ïsläm       |
| 5     | USA  | Demetrius Andrade |
| 5     | EGY  | Hosam Bakr Abdin  |
| 5     | BAH  | Tureano Johnson   |
| 5     | UZB  | Dilshod Mahmudov  |
|       |      |                   |
| 17    | GER  | Jack Culcay-Keth  |

Datum: 10. bis 24. August 2008

29 Teilnehmer aus 29 Ländern

### Mittelgewicht (bis 75 kg)
| Platz | Land | Sportler          |
| ----- | ---- | ----------------- |
| 1     | GBR  | James DeGale      |
| 2     | CUB  | Emilio Correa     |
| 3     | IND  | Vijender Kumar    |
| 3     | IRL  | Darren Sutherland |
| 5     | KAZ  | Baqtijar Artajew  |
| 5     | VEN  | Alfonso Blanco    |
| 5     | ECU  | Carlos Góngora    |
| 5     | UZB  | Elshod Rasulov    |
|       |      |                   |
| 17    | GER  | Konstantin Buga   |

Datum: 9. bis 23. August 2008

28 Teilnehmer aus 28 Ländern

### Halbschwergewicht (bis 81 kg)
| Platz | Land | Sportler               |
| ----- | ---- | ---------------------- |
| 1     | CHN  | Zhang Xiaoping         |
| 2     | IRL  | Kenneth Egan           |
| 3     | GBR  | Tony Jeffries          |
| 3     | KAZ  | Jerkebulan Schynalijew |
| 5     | ALG  | Abdelhafid Benchabla   |
| 5     | TJK  | Dschahon Qurbonow      |
| 5     | BRA  | Washington Silva       |
| 5     | HUN  | Imre Szellő            |

Datum: 9. bis 24. August 2008

28 Teilnehmer aus 28 Ländern

### Schwergewicht (bis 91 kg)
| Platz | Land | Sportler            |
| ----- | ---- | ------------------- |
| 1     | RUS  | Rachim Tschachkijew |
| 2     | ITA  | Clemente Russo      |
| 3     | CUB  | Osmay Acosta        |
| 3     | USA  | Deontay Wilder      |
| 5     | MAR  | Mohamed Arjaoui     |
| 5     | FRA  | John M’Bumba        |
| 5     | GRE  | Elias Pavlidis      |
| 5     | UKR  | Oleksandr Ussyk     |

Datum: 13. bis 23. August 2008

16 Teilnehmer aus 16 Ländern

### Superschwergewicht (über 91 kg)
| Platz | Land | Sportler             |
| ----- | ---- | -------------------- |
| 1     | ITA  | Roberto Cammarelle   |
| 2     | CHN  | Zhang Zhilei         |
| 3     | UKR  | Wjatscheslaw Hlaskow |
| 3     | GBR  | David Price          |
| 5     | LTU  | Jaroslavas Jakšto    |
| 5     | KAZ  | Ruslan Myrsatajew    |
| 5     | ALG  | Newfel Ouatah        |
| 5     | COL  | Óscar Rivas          |

Datum: 13. bis 24. August 2008

16 Teilnehmer aus 16 Ländern

## Qualifikation
Der erste Qualifikationswettbewerb waren die Weltmeisterschaften 2007 in Chicago. Hierbei qualifizierten sich in den neun untersten Gewichtsklassen die besten acht Boxer und in den beiden höchsten die besten vier. Bei den darauf folgenden einzelnen kontinentalen Ausscheidungswettkämpfen konnten sich nach einer vorher von der AIBA festgelegten Kontinenten-Quote die weiteren 20 (in den unteren neun Gewichtsklassen; insgesamt also 28 Kämpfer je Gewichtsklasse) bzw. zwölf (in den oberen zwei Gewichtsklassen; hier also insgesamt 16 Kämpfer je Gewichtsklasse) Kämpfer qualifizieren. Hinzu kamen zwei Wildcards, die vom IOC und von der AIBA an Staaten vergeben wurden, aus denen sich keine Sportler zu den Olympischen Spielen 2008 qualifizieren konnten. Somit ergab sich eine Gesamtzahl von 286 teilnehmenden Athleten. Die beiden Wildcards wurden im Juni 2008 an Simanga Shiba aus Swasiland im Halbfliegengewicht und Rolande Moses aus Grenada im Weltergewicht vergeben.

### Verteilung der Quotenplätze
| NOK                    | Männer | Männer | Männer | Männer | Männer | Männer | Männer | Männer | Männer | Männer | Männer | Total |
| ---------------------- | ------ | ------ | ------ | ------ | ------ | ------ | ------ | ------ | ------ | ------ | ------ | ----- |
| NOK                    | -48 kg | -51 kg | -54 kg | -57 kg | -60 kg | -64 kg | -69 kg | -75 kg | -81 kg | -91 kg | +91 kg | Total |
| Ägypten                |        |        |        |        |        |        | X      | X      | X      |        |        | 3     |
| Algerien               |        |        | X      | X      | X      |        | X      | X      | X      | X      | X      | 8     |
| Amerik. Jungferninseln |        |        |        |        |        |        | X      |        | X      |        |        | 2     |
| Argentinien            |        |        |        |        |        |        |        | X      |        |        |        | 1     |
| Armenien               | X      |        |        |        | X      | X      |        | X      |        |        |        | 4     |
| Äthiopien              |        | X      |        |        |        |        |        |        |        |        |        | 1     |
| Australien             |        | X      | X      | X      | X      | X      | X      | X      |        | X      | X      | 9     |
| Aserbaidschan          |        | X      |        | X      |        |        |        |        |        |        |        | 2     |
| Bahamas                |        |        |        |        |        |        | X      |        |        |        |        | 1     |
| Botswana               |        |        | X      | X      |        |        |        |        |        |        |        | 2     |
| Brasilien              | X      | X      |        | X      | X      | X      |        |        | X      |        |        | 6     |
| Bulgarien              |        |        |        |        |        | X      |        |        |        |        | X      | 2     |
| China                  | X      |        | X      | X      | X      | X      | X      | X      | X      | X      | X      | 10    |
| Deutschland            |        |        | X      | X      |        |        | X      | X      |        |        |        | 4     |
| Dominikanische Rep.    | X      | X      |        | X      |        | X      | X      | X      |        |        |        | 6     |
| Dem. Rep. Kongo        |        |        |        |        |        |        |        | X      |        |        |        | 1     |
| Ecuador                | X      |        |        | X      |        |        |        | X      |        |        |        | 3     |
| Frankreich             | X      | X      | X      | X      | X      | X      | X      | X      |        | X      |        | 9     |
| Gambia                 |        |        |        |        |        |        |        | X      |        |        |        | 1     |
| Georgien               |        |        |        | X      |        |        | X      |        |        |        |        | 2     |
| Ghana                  | X      |        | X      | X      |        | X      |        | X      | X      |        |        | 6     |
| Grenada                |        |        |        |        |        |        | X      |        |        |        |        | 1     |
| Griechenland           |        |        |        |        |        |        |        | X      |        | X      |        | 2     |
| Großbritannien         |        | X      | X      |        | X      | X      | X      | X      | X      |        | X      | 8     |
| Guatemala              |        | X      |        |        |        |        |        |        |        |        |        | 1     |
| Haiti                  |        |        |        |        |        |        |        |        | X      |        |        | 1     |
| Indien                 |        | X      | X      | X      |        |        |        | X      | X      |        |        | 5     |
| Iran                   |        |        |        |        |        | X      |        |        | X      | X      |        | 3     |
| Irland                 | X      |        | X      |        |        | X      |        | X      | X      |        |        | 5     |
| Italien                |        | X      | X      | X      | X      |        |        |        |        | X      | X      | 6     |
| Japan                  |        |        |        | X      |        | X      |        |        |        |        |        | 2     |
| Kamerun                | X      |        |        |        |        | X      | X      |        |        |        |        | 3     |
| Kanada                 |        |        |        |        |        |        | X      |        |        |        |        | 1     |
| Kasachstan             | X      | X      | X      | X      | X      | X      | X      | X      | X      |        | X      | 10    |
| Kenia                  | X      | X      |        | X      |        |        | X      |        | X      |        |        | 5     |
| Kirgisistan            |        |        |        |        | X      |        |        |        |        |        |        | 1     |
| Kolumbien              |        |        | X      |        | X      |        |        |        | X      | X      | X      | 5     |
| Kroatien               |        |        |        |        |        |        |        |        | X      |        | X      | 2     |
| Kuba                   | X      | X      | X      | X      | X      | X      | X      | X      |        | X      | X      | 10    |
| Litauen                |        |        |        |        |        | X      |        |        | X      |        | X      | 3     |
| Madagaskar             |        |        |        |        | X      |        |        |        |        |        |        | 1     |
| Marokko                | X      | X      | X      | X      | X      | X      | X      | X      |        | X      | X      | 10    |
| Mauritius              |        |        | X      |        |        | X      |        |        |        |        |        | 2     |
| Mexiko                 |        |        | X      | X      | X      |        |        |        |        |        |        | 3     |
| Moldau                 |        |        | X      |        |        |        | X      |        |        |        |        | 2     |
| Mongolei               | X      |        | X      | X      |        | X      |        |        |        |        |        | 4     |
| Montenegro             |        |        |        |        |        |        |        |        |        | X      |        | 1     |
| Namibia                | X      |        |        |        | X      |        | X      |        |        |        |        | 3     |
| Nigeria                |        |        |        |        | X      |        |        |        | X      | X      | X      | 4     |
| Nordkorea              |        |        |        |        | X      |        |        |        |        |        |        | 1     |
| Papua-Neuguinea        | X      |        |        |        |        |        |        |        |        |        |        | 1     |
| Philippinen            | X      |        |        |        |        |        |        |        |        |        |        | 1     |
| Polen                  | X      | X      |        |        |        |        |        |        |        |        |        | 2     |
| Puerto Rico            |        | X      | X      |        | X      | X      |        |        | X      |        |        | 5     |
| Rumänien               |        |        |        |        | X      | X      |        |        |        |        |        | 2     |
| Russland               | X      | X      | X      | X      | X      | X      | X      | X      | X      | X      | X      | 11    |
| Sambia                 |        | X      |        |        |        | X      |        |        |        |        |        | 2     |
| Samoa                  |        |        |        |        |        |        |        |        | X      |        |        | 1     |
| Schweden               |        |        |        |        |        |        |        | X      | X      |        |        | 2     |
| Spanien                | X      |        |        |        |        |        |        |        |        |        |        | 1     |
| Sri Lanka              |        | X      |        |        |        |        |        |        |        |        |        | 1     |
| Südafrika              |        | X      |        |        |        |        |        |        |        |        |        | 1     |
| Südkorea               |        | X      | X      |        | X      |        | X      | X      |        |        |        | 5     |
| Swasiland              | X      |        |        |        |        |        |        |        |        |        |        | 1     |
| Tadschikistan          | X      | X      |        |        |        |        |        |        | X      |        |        | 3     |
| Tansania               |        |        | X      |        |        |        |        |        |        |        |        | 1     |
| Thailand               | X      | X      | X      | X      | X      | X      | X      | X      |        |        |        | 8     |
| Tunesien               |        | X      |        | X      | X      | X      |        |        | X      |        |        | 5     |
| Türkei                 |        | X      |        | X      | X      |        | X      |        |        |        |        | 4     |
| Turkmenistan           |        |        |        |        |        |        | X      |        |        |        |        | 1     |
| Uganda                 | X      |        |        |        |        |        |        |        |        |        |        | 1     |
| Ukraine                | X      |        |        | X      | X      |        | X      | X      | X      | X      | X      | 8     |
| Ungarn                 | X      | X      |        |        | X      | X      |        |        | X      |        |        | 5     |
| Usbekistan             | X      | X      | X      | X      |        |        | X      | X      | X      |        |        | 7     |
| Venezuela              | X      |        | X      |        |        | X      |        | X      | X      |        | X      | 6     |
| Vereinigte Staaten     | X      | X      | X      | X      | X      | X      | X      | X      |        | X      |        | 9     |
| Belarus                |        |        | X      |        |        |        | X      |        | X      | X      |        | 4     |
| Total: 77 NOKs         | 29     | 28     | 28     | 28     | 28     | 28     | 29     | 28     | 28     | 16     | 16     | 286   |

### Halbfliegengewicht (bis 48 kg)
| Wettkampf                     | Wettkampf                     | Vergabeplätze | Qualifikanten                                                                                              |
| ----------------------------- | ----------------------------- | ------------- | --- |
| Afrika                        | Weltmeisterschaften 2007      | 0             | |
| Afrika                        | 1. Qualifikationsturnier      | 3             | Namibia: Jafet Uutoni Kenia: Suleiman Bilali Ghana: Manyo Plange                                           |
| Afrika                        | 2. Qualifikationsturnier      | 3             | Kamerun: Thomas Essomba Marokko: Redouane Bouchtouk Uganda: Ronald Serugo                                  |
| Asien                         | Weltmeisterschaften 2007      | 3             | Volksrepublik China: Zhou Shiming Philippinen: Harry Tañamor Thailand: Amnat Ruenroeng                     |
| Asien                         | 1. Qualifikationsturnier      | 2             | Kasachstan: Birschan Schaqypow Usbekistan: Rafikjon Sultonov                                               |
| Asien                         | 2. Qualifikationsturnier      | 2             | Tadschikistan: Scheralij Dostijew Mongolei: Pürewdordschiin Serdamba                                       |
| Amerika                       | Weltmeisterschaften 2007      | 1             | Vereinigte Staaten: Luis Yáñez                                                                             |
| Amerika                       | 1. Qualifikationsturnier      | 2             | Ecuador: José Luis Meza Venezuela: Eduard Bermúdez                                                         |
| Amerika                       | 2. Qualifikationsturnier      | 3             | Brasilien: Paulo Carvalho Dominikanische Republik: Winston Méndez Montero Kuba: Yampier Hernández          |
| Europa                        | Weltmeisterschaften           | 4             | Frankreich: Nordine Oubaali Armenien: Howhannes Danieljan Ukraine: Heorhij Tschyhajew Irland: Paddy Barnes |
| Europa                        | 1. Qualifikationsturnier      | 2             | Russland: Dawid Airapetjan Polen: Łukasz Maszczyk                                                          |
| Europa                        | 2. Qualifikationsturnier      | 2             | Ungarn: Pál Bedák Spanien: Kelvin de la Nieve                                                              |
| Ozeanien                      | Weltmeisterschaften           | 0             | |
| Ozeanien                      | Ozeanienmeisterschaften       | 1             | Papua-Neuguinea: Jack Willie                                                                               |
| Wildcard des IOC und der AIBA | Wildcard des IOC und der AIBA | 1             | Swasiland: Simanga Shiba                                                                                   |
| TOTAL                         | TOTAL                         | 29            | |

### Fliegengewicht (bis 51 kg)
| Wettkampf | Wettkampf                | Vergabeplätze | Qualifikanten                                                                                           |
| --------- | ------------------------ | ------------- | --- |
| Afrika    | Weltmeisterschaften 2007 | 0             | |
| Afrika    | 1. Qualifikationsturnier | 3             | Tunesien: Walid Cherif Marokko: Abdelillah Nhaila Äthiopien: Molla Getachew                             |
| Afrika    | 2. Qualifikationsturnier | 3             | Sambia: Cassius Chiyanika Kenia: Bernard Ngumba Südafrika: Jackson Chauke                               |
| Asien     | Weltmeisterschaften 2007 | 2             | Thailand: Somjit Jongjohor Sri Lanka: Anurudha Rathnayake                                               |
| Asien     | 1. Qualifikationsturnier | 2             | Tadschikistan: Anwar Junussow Südkorea: Lee Ok-sung                                                     |
| Asien     | 2. Qualifikationsturnier | 3             | Kasachstan: Mirat Sarsembajew Usbekistan: Tulashboy Doniyorov Indien: Jitender Kumar                    |
| Amerika   | Weltmeisterschaften 2007 | 2             | Vereinigte Staaten: Rau’Shee Warren Puerto Rico: McWilliams Arroyo                                      |
| Amerika   | 1. Qualifikationsturnier | 2             | Dominikanische Republik: Juan Carlos Payano Kuba: Andry Laffita                                         |
| Amerika   | 2. Qualifikationsturnier | 2             | Guatemala: Eddie Valenzuela Brasilien: Robenílson de Jesus                                              |
| Europa    | Weltmeisterschaften      | 4             | Italien: Vincenzo Picardi Aserbaidschan: Samir Mammadow Polen: Rafał Kaczor Russland: Georgi Balakschin |
| Europa    | 1. Qualifikationsturnier | 2             | Ungarn: Norbert Kalucza Vereinigtes Königreich: Khalid Saeed Yafai                                      |
| Europa    | 2. Qualifikationsturnier | 2             | Türkei: Furkan Ulaş Memiş Frankreich: Jérôme Thomas                                                     |
| Ozeanien  | Weltmeisterschaften      | 0             | |
| Ozeanien  | Ozeanienmeisterschaften  | 1             | Australien: Stephen Sutherland                                                                          |
| TOTAL     | TOTAL                    | 28            | |

### Bantamgewicht (bis 54 kg)
| Wettkampf | Wettkampf                | Vergabeplätze | Qualifikanten |
| --------- | ------------------------ | ------------- | --- |
| Afrika    | Weltmeisterschaften 2007 | 0             | |
| Afrika    | 1. Qualifikationsturnier | 3             | Algerien: Abdelhalim Ouradi Marokko: Hicham Mesbahi Botswana: Khumiso Ikgopoleng                                          |
| Afrika    | 2. Qualifikationsturnier | 3             | Ghana: Issah Samir Mauritius: Bruno Julie Tansania: Emilian Polino                                                        |
| Asien     | Weltmeisterschaften 2007 | 2             | Mongolei: Enchbatyn Badar-Uugan Volksrepublik China: Gu Yu                                                                |
| Asien     | 1. Qualifikationsturnier | 2             | Indien: Akhil Kumar Thailand: Worapoj Petchkoom                                                                           |
| Asien     | 2. Qualifikationsturnier | 3             | Kasachstan: Kanat Abutalipow Usbekistan: Xurshid Tojiboyev Südkorea: Han Soon-chul                                        |
| Amerika   | Weltmeisterschaften 2007 | 4             | Puerto Rico: McJoe Arroyo Kolumbien: Jonathan Romero Vereinigte Staaten: Gary Russell junior Venezuela: Héctor Manzanilla |
| Amerika   | 1. Qualifikationsturnier | 2             | Kuba: Yankiel León Mexiko: Óscar Valdez                                                                                   |
| Amerika   | 2. Qualifikationsturnier | 0             | |
| Europa    | Weltmeisterschaften      | 2             | Russland: Sergei Wodopjanow Vereinigtes Königreich: Joseph Murray                                                         |
| Europa    | 1. Qualifikationsturnier | 3             | Irland: John Joe Nevin Moldau: Veaceslav Gojan Deutschland: Rustam Rahimov                                                |
| Europa    | 2. Qualifikationsturnier | 3             | Frankreich: Ali Hallab Belarus: Chawaschy Chazyhau Italien: Vittorio Parrinello                                           |
| Ozeanien  | Weltmeisterschaften      | 0             | |
| Ozeanien  | Ozeanienmeisterschaften  | 1             | Australien: Luke Boyd |
| TOTAL     | TOTAL                    | 28            | |

### Federgewicht (bis 57 kg)
| Wettkampf | Wettkampf                | Vergabeplätze | Qualifikanten                                                                            |
| --------- | ------------------------ | ------------- | ---------------------------------------------------------------------------------------- |
| Afrika    | Weltmeisterschaften 2007 | 0             |                                                                                          |
| Afrika    | 1. Qualifikationsturnier | 3             | Marokko: Mahdi Ouatine Algerien: Abdelkader Chadi Tunesien: Alaa Shili                   |
| Afrika    | 2. Qualifikationsturnier | 3             | Kenia: Nick Okoth Botswana: Thato Batshegi Ghana: Prince Dzanie                          |
| Asien     | Weltmeisterschaften 2007 | 3             | Volksrepublik China: Li Yang Thailand: Sailom Adi Indien: Anthresh Lalit Lakra           |
| Asien     | 1. Qualifikationsturnier | 2             | Usbekistan: Bahodirjon Sultonov Japan: Satoshi Shimizu                                   |
| Asien     | 2. Qualifikationsturnier | 2             | Kasachstan: Galib Schafarow Mongolei: Dsorigtbaataryn Enchdsorig                         |
| Amerika   | Weltmeisterschaften 2007 | 2             | Vereinigte Staaten: Raynell Williams Mexiko: Arturo Santos Reyes                         |
| Amerika   | 1. Qualifikationsturnier | 2             | Kuba: Idel Torriente Ecuador: Luis Porozo                                                |
| Amerika   | 2. Qualifikationsturnier | 2             | Brasilien: Robson Conceição Dominikanische Republik: Roberto Navarro                     |
| Europa    | Weltmeisterschaften      | 3             | Russland: Albert Selimow Ukraine: Wassyl Lomatschenko Türkei: Yakup Kılıç                |
| Europa    | 1. Qualifikationsturnier | 3             | Frankreich: Khedafi Djelkhir Aserbaidschan: Şahin İmranov Deutschland: Wilhelm Gratschow |
| Europa    | 2. Qualifikationsturnier | 2             | Italien: Alessio Di Savino Georgien: Nikoloz Izoria                                      |
| Ozeanien  | Weltmeisterschaften      | 0             |                                                                                          |
| Ozeanien  | Ozeanienmeisterschaften  | 1             | Australien: Paul Fleming                                                                 |
| TOTAL     | TOTAL                    | 28            |                                                                                          |

### Leichtgewicht (bis 60 kg)
| Wettkampf | Wettkampf                | Vergabeplätze | Qualifikanten |
| --------- | ------------------------ | ------------- | --- |
| Afrika    | Weltmeisterschaften 2007 | 0             | |
| Afrika    | 1. Qualifikationsturnier | 3             | Tunesien: Saifeddine Nejmaoui Algerien: Hamza Kramou Marokko: Tahar Tamsamani                                                                     |
| Afrika    | 2. Qualifikationsturnier | 3             | Madagaskar: Jean de Dieu Soloniaina Nigeria: Rasheed Lawal Namibia: Julius Indongo                                                                |
| Asien     | Weltmeisterschaften 2007 | 2             | Nordkorea: Kim Song-guk Thailand: Pichai Sayotha                                                                                                  |
| Asien     | 1. Qualifikationsturnier | 2             | Volksrepublik China: Hu Qing Südkorea: Baik Jong-sub                                                                                              |
| Asien     | 2. Qualifikationsturnier | 2             | Kasachstan: Merei Aqschalow Kirgisistan: Assylbek Talasbajew                                                                                      |
| Amerika   | Weltmeisterschaften 2007 | 1             | Kolumbien: Darleys Pérez |
| Amerika   | 1. Qualifikationsturnier | 2             | Kuba: Yordenis Ugás Vereinigte Staaten: Sadam Ali                                                                                                 |
| Amerika   | 2. Qualifikationsturnier | 3             | Puerto Rico: José Pedraza Brasilien: Éverton Lopes Mexiko: Francisco Vargas                                                                       |
| Europa    | Weltmeisterschaften      | 5             | Vereinigtes Königreich: Frankie Gavin Italien: Domenico Valentino Russland: Alexei Tischtschenko Türkei: Onur Şipal Armenien: Hratschik Jawachjan |
| Europa    | 1. Qualifikationsturnier | 2             | Ukraine: Olexandr Kljutschko Ungarn: Miklós Varga                                                                                                 |
| Europa    | 2. Qualifikationsturnier | 2             | Frankreich: Daouda Sow Rumänien: Georgian Popescu                                                                                                 |
| Ozeanien  | Weltmeisterschaften      | 0             | |
| Ozeanien  | Ozeanienmeisterschaften  | 1             | Australien: Anthony Little |
| TOTAL     | TOTAL                    | 28            | |

### Halbweltergewicht (bis 64 kg)
| Wettkampf | Wettkampf                | Vergabeplätze | Qualifikanten |
| --------- | ------------------------ | ------------- | --- |
| Afrika    | Weltmeisterschaften 2007 | 0             | |
| Afrika    | 1. Qualifikationsturnier | 3             | Marokko: Driss Moussaid Tunesien: Hamza Hassini Sambia: Hastings Bwalya                                                                                 |
| Afrika    | 2. Qualifikationsturnier | 3             | Mauritius: Richarno Colin Ghana: Samuel Kotey Neequaye Kamerun: Smaila Mahaman                                                                          |
| Asien     | Weltmeisterschaften 2007 | 3             | Kasachstan: Serik Säpijew Japan: Masatsugu Kawachi Iran: Morteza Sepahvand                                                                              |
| Asien     | 1. Qualifikationsturnier | 2             | Thailand: Manus Boonjumnong Volksrepublik China: Maimaitituersun Qiong                                                                                  |
| Asien     | 2. Qualifikationsturnier | 1             | Mongolei: Urantschimegiin Mönch-Erdene |
| Amerika   | Weltmeisterschaften 2007 | 0             | |
| Amerika   | 1. Qualifikationsturnier | 3             | Kuba: Roniel Iglesias Venezuela: Jonny Sánchez Vereinigte Staaten: Javier Molina                                                                        |
| Amerika   | 2. Qualifikationsturnier | 3             | Puerto Rico: Jonathan González Dominikanische Republik: Félix Díaz Brasilien: Myke Carvalho                                                             |
| Europa    | Weltmeisterschaften      | 5             | Russland: Gennadi Kowaljow Vereinigtes Königreich: Bradley Saunders Armenien: Eduard Hambardsumjan Frankreich: Alexis Vastine Bulgarien: Boris Georgiew |
| Europa    | 1. Qualifikationsturnier | 2             | Ungarn: Gyula Káté Rumänien: Ionuț Gheorghe |
| Europa    | 2. Qualifikationsturnier | 2             | Irland: John Joe Joyce Litauen: Egidijus Kavaliauskas                                                                                                   |
| Ozeanien  | Weltmeisterschaften      | 0             | |
| Ozeanien  | Ozeanienmeisterschaften  | 1             | Australien: Todd Kidd |
| TOTAL     | TOTAL                    | 28            | |

### Weltergewicht (bis 69 kg)
| Wettkampf                     | Wettkampf                     | Vergabeplätze | Qualifikanten                                                                                       |
| ----------------------------- | ----------------------------- | ------------- | --------------------------------------------------------------------------------------------------- |
| Afrika                        | Weltmeisterschaften 2007      | 0             | |
| Afrika                        | 1. Qualifikationsturnier      | 3             | Ägypten: Hosam Bakr Abdin Kamerun: Joseph Mulema Algerien: Choayeb Oussassi                         |
| Afrika                        | 2. Qualifikationsturnier      | 3             | Namibia: Mujandjae Kasuto Kenia: Nickson Abaka Marokko: Mehdi Khalsi                                |
| Asien                         | Weltmeisterschaften 2007      | 3             | Thailand: Non Boonjumnong Volksrepublik China: Qanat Ïsläm Kasachstan: Baqyt Särsekbajew            |
| Asien                         | 1. Qualifikationsturnier      | 2             | Südkorea: Kim Jung-joo Usbekistan: Dilshod Mahmudov                                                 |
| Asien                         | 2. Qualifikationsturnier      | 1             | Turkmenistan: Aliasker Başirow                                                                      |
| Amerika                       | Weltmeisterschaften 2007      | 2             | Vereinigte Staaten: Demetrius Andrade Kanada: Adam Trupish                                          |
| Amerika                       | 1. Qualifikationsturnier      | 2             | Kuba: Carlos Banteur Amerikanische Jungferninseln: John Jackson                                     |
| Amerika                       | 2. Qualifikationsturnier      | 2             | Dominikanische Republik: Lenin Castillo Bahamas: Tureano Johnson                                    |
| Europa                        | Weltmeisterschaften           | 3             | Türkei: Adem Kılıççı Moldau: Vitalie Grușac Deutschland: Jack Culcay-Keth                           |
| Europa                        | 1. Qualifikationsturnier      | 3             | Belarus: Mahamed Nurudsinau Ukraine: Oleksandr Stretskyy Vereinigtes Königreich: Billy Joe Saunders |
| Europa                        | 2. Qualifikationsturnier      | 3             | Frankreich: Jaoid Chiguer Georgien: Kachaber Schwania Russland: Andrei Balanow                      |
| Ozeanien                      | Weltmeisterschaften           | 0             | |
| Ozeanien                      | Ozeanienmeisterschaften       | 1             | Australien: Gerard O’Mahony                                                                         |
| Wildcard des IOC und der AIBA | Wildcard des IOC und der AIBA | 1             | Grenada: Rolande Moses                                                                              |
| TOTAL                         | TOTAL                         | 29            | |

### Mittelgewicht (bis 75 kg)
| Wettkampf | Wettkampf                | Vergabeplätze | Qualifikanten                                                                            |
| --------- | ------------------------ | ------------- | ---------------------------------------------------------------------------------------- |
| Afrika    | Weltmeisterschaften 2007 | 1             | Marokko: Said Rachidi                                                                    |
| Afrika    | 1. Qualifikationsturnier | 3             | Ägypten: Mohamed Hikal Ghana: Ahmed Saraku Algerien: Nabil Kassel                        |
| Afrika    | 2. Qualifikationsturnier | 2             | Gambia: Badou Jack Demokratische Republik Kongo: Herry Saliku Biembe                     |
| Asien     | Weltmeisterschaften 2007 | 2             | Kasachstan: Baqtijar Artajew Volksrepublik China: Wang Jianzheng                         |
| Asien     | 1. Qualifikationsturnier | 2             | Thailand: Angkhan Chomphuphuang Usbekistan: Elshod Rasulov                               |
| Asien     | 2. Qualifikationsturnier | 2             | Indien: Vijender Kumar Südkorea: Cho Deok-jin                                            |
| Amerika   | Weltmeisterschaften 2007 | 2             | Venezuela: Alfonso Blanco Dominikanische Republik: Argenis Casimiro Núñez                |
| Amerika   | 1. Qualifikationsturnier | 2             | Kuba: Emilio Correa Ecuador: Carlos Góngora                                              |
| Amerika   | 2. Qualifikationsturnier | 2             | Vereinigte Staaten: Shawn Estrada Argentinien: Ezequiel Maderna                          |
| Europa    | Weltmeisterschaften      | 3             | Russland: Matwei Korobow Ukraine: Serhij Derewjantschenko Deutschland: Konstantin Buga   |
| Europa    | 1. Qualifikationsturnier | 3             | Schweden: Naim Terbunja Vereinigtes Königreich: James DeGale Armenien: Andranik Hakobjan |
| Europa    | 2. Qualifikationsturnier | 3             | Irland: Darren Sutherland Frankreich: Jean-Mickaël Raymond Griechenland: Georgios Gazis  |
| Ozeanien  | Weltmeisterschaften      | 0             |                                                                                          |
| Ozeanien  | Ozeanienmeisterschaften  | 1             | Australien: Jarrod Fletcher                                                              |
| TOTAL     | TOTAL                    | 28            |                                                                                          |

### Halbschwergewicht (bis 81 kg)
| Wettkampf | Wettkampf                | Vergabeplätze | Qualifikanten |
| --------- | ------------------------ | ------------- | --- |
| Afrika    | Weltmeisterschaften 2007 | 1             | Ägypten: Ramadan Yasser |
| Afrika    | 1. Qualifikationsturnier | 2             | Algerien: Abdelhafid Benchabla Tunesien: Mourad Sahraoui                                                                                   |
| Afrika    | 2. Qualifikationsturnier | 3             | Ghana: Bastir Samir Kenia: Aziz Ali Nigeria: Dauda Izobo                                                                                   |
| Asien     | Weltmeisterschaften 2007 | 2             | Usbekistan: Abbos Atoyev Kasachstan: Jerkebulan Schynalijew                                                                                |
| Asien     | 1. Qualifikationsturnier | 2             | Tadschikistan: Dschahon Qurbonow Volksrepublik China: Zhang Xiaoping                                                                       |
| Asien     | 2. Qualifikationsturnier | 2             | Iran: Mehdi Ghorbani Indien: Dinesh Kumar                                                                                                  |
| Amerika   | Weltmeisterschaften 2007 | 0             | |
| Amerika   | 1. Qualifikationsturnier | 3             | Puerto Rico: Carlos Negrón Venezuela: Luis Alberto González Brasilien: Washington Silva                                                    |
| Amerika   | 2. Qualifikationsturnier | 3             | Kolumbien: Eleider Álvarez Amerikanische Jungferninseln: Julius Jackson Haiti: Azea Augustama                                              |
| Europa    | Weltmeisterschaften      | 5             | Russland: Artur Beterbijew Litauen: Daugirdas Šemiotas Ungarn: Imre Szellő Kroatien: Marijo Šivolija Vereinigtes Königreich: Tony Jeffries |
| Europa    | 1. Qualifikationsturnier | 2             | Ukraine: Ismajil Sillach (nach positiver Dopingprobe disqualifiziert) Belarus: Ramasan Mahamedau                                           |
| Europa    | 2. Qualifikationsturnier | 2             | Irland: Kenneth Egan Schweden: Kennedy Katende                                                                                             |
| Ozeanien  | Weltmeisterschaften      | 0             | |
| Ozeanien  | Ozeanienmeisterschaften  | 1             | Samoa: Satupaitea Farani Tavui |
| TOTAL     | TOTAL                    | 28            | |

### Schwergewicht (bis 91 kg)
| Wettkampf | Wettkampf                | Vergabeplätze | Qualifikanten                                                                  |
| --------- | ------------------------ | ------------- | ------------------------------------------------------------------------------ |
| Afrika    | Weltmeisterschaften 2007 | 0             |                                                                                |
| Afrika    | 1. Qualifikationsturnier | 2             | Algerien: Abdelaziz Touilbini Marokko: Mohamed Arjaoui                         |
| Afrika    | 2. Qualifikationsturnier | 1             | Nigeria: Olanrewaju Durodola                                                   |
| Asien     | Weltmeisterschaften 2007 | 1             | Volksrepublik China: Yushan Nijiati                                            |
| Asien     | 1. Qualifikationsturnier | 1             | Iran: Ali Mazaheri                                                             |
| Asien     | 2. Qualifikationsturnier | 0             |                                                                                |
| Amerika   | Weltmeisterschaften 2007 | 0             |                                                                                |
| Amerika   | 1st Qualifier            | 2             | Kuba: Osmay Acosta Vereinigte Staaten: Deontay Wilder                          |
| Amerika   | 2. Qualifikationsturnier | 1             | Kolumbien: Deivi Julio Blanco                                                  |
| Europa    | Weltmeisterschaften      | 3             | Italien: Clemente Russo Russland: Rachim Tschachkijew Frankreich: John M’Bumba |
| Europa    | 1. Qualifikationsturnier | 2             | Belarus: Wiktar Sujeu Ukraine: Oleksandr Ussyk                                 |
| Europa    | 2. Qualifikationsturnier | 2             | Montenegro: Milorad Gajović Griechenland: Elias Pavlidis                       |
| Ozeanien  | Weltmeisterschaften      | 0             |                                                                                |
| Ozeanien  | Ozeanienmeisterschaften  | 1             | Australien: Brad Pitt                                                          |
| TOTAL     | TOTAL                    | 16            |                                                                                |

### Superschwergewicht (über 91 kg)
| Wettkampf | Wettkampf                | Vergabeplätze | Qualifikanten                                                                        |
| --------- | ------------------------ | ------------- | ------------------------------------------------------------------------------------ |
| Afrika    | Weltmeisterschaften 2007 | 0             |                                                                                      |
| Afrika    | 1. Qualifikationsturnier | 1             | Algerien: Newfel Ouatah                                                              |
| Afrika    | 2. Qualifikationsturnier | 2             | Marokko: Mohamed Amanissi Nigeria: Onorede Ehwareme                                  |
| Asien     | Weltmeisterschaften 2007 | 1             | Volksrepublik China: Zhang Zhilei                                                    |
| Asien     | 1. Qualifikationsturnier | 0             |                                                                                      |
| Asien     | 2. Qualifikationsturnier | 1             | Kasachstan: Ruslan Myrsatajew                                                        |
| Amerika   | Weltmeisterschaften 2007 | 0             |                                                                                      |
| Amerika   | 1st Qualifier            | 1             | Kuba: Robert Alfonso                                                                 |
| Amerika   | 2. Qualifikationsturnier | 2             | Venezuela: José Payares Kolumbien: Óscar Rivas                                       |
| Europa    | Weltmeisterschaften      | 3             | Italien: Roberto Cammarelle Ukraine: Wjatscheslaw Hlaskow Russland: Islam Timursijew |
| Europa    | 1. Qualifikationsturnier | 2             | Bulgarien: Kubrat Pulew Kroatien: Marko Tomasović                                    |
| Europa    | 2. Qualifikationsturnier | 2             | Litauen: Jaroslavas Jakšto Vereinigtes Königreich: David Price                       |
| Ozeanien  | Weltmeisterschaften      | 0             |                                                                                      |
| Ozeanien  | Ozeanienmeisterschaften  | 1             | Australien: Daniel Beahan                                                            |
| TOTAL     | TOTAL                    | 16            |                                                                                      |